# Connor Fields
Connor Fields (Plano, 14 settembre 1992) è un ciclista di BMX statunitense, medaglia d'oro nella gara di specialità ai Giochi olimpici di Rio de Janeiro 2016.